# Сенегалски галаго
Сенегалски галаго (лат. Galago senegalensis) је врста полумајмуна из породице галага (Galagidae).

## Распрострањење
Ареал врсте обухвата већи број држава у Африци.
Врста има станиште у Сенегалу, Судану, Етиопији, Сомалији, Кенији, Танзанији, Уганди, ДР Конгу, Малију, Нигеру, Нигерији, Камеруну, Бенину, Буркини Фасо, Централноафричкој Републици, Чаду, Обали Слоноваче, Еритреји, Гани, Гвинеји Бисао, Руанди, Сијера Леонеу и Тогу.

## Станиште
Станишта врсте су шуме, саване и грмље.

## Начин живота
Врста Galago senegalensis прави гнезда у дупљама дрвећа или у густом грмљу. Избегава отворене просторе. Коти једног или два младунца годишње. Налази се у групама до 5 или појединачно, а храни се ноћу искључиво појединачно.

## Угроженост
Ова врста није угрожена, и наведена је као последња брига јер има широко распрострањење.